# Емцовское сельское поселение
Емцовское сельское поселение или муниципальное образование «Емцовское» — упразднённое муниципальное образование со статусом сельского поселения в Плесецком муниципальном районе Архангельской области.
Административный центр — посёлок Емца.
Соответствовало административно-территориальной единице в Плесецком районе — частично Ярнемскому сельсовету в составе его двух населённых пунктов: посёлков Верховский и Емца. 
Законом Архангельской области от 26 апреля 2021 года № 412-25-ОЗ с 1 июня 2021 года упразднено в связи с преобразованием Плесецкого муниципального района в муниципальный округ.

## География
Емцовское сельское поселение находится в центре Плесецкого района Архангельской области. На территории поселения выделяются озеро Нухтозеро и река Емца.

## История
Муниципальное образование было образовано в 2006 году как городское поселение. 2 октября 2005 года был избран первый глава вновь образованного муниципального образования "Емцовское" Колос Павел Павлович и депутаты представительного органа.
В 2013 году в связи с лишением статуса рабочего посёлка, муниципальное образование было преобразовано в сельское поселение.
Указом ПВС РСФСР от 24.01.1943 года Емца была отнесена к категории рабочих посёлков с образованием Емцовского поселкового совета из части территории Савинского поселкового совета.

## Население
| 2005  | 2010  | 2011  | 2012  | 2013  | 2014  | 2015  |
| ----- | ----- | ----- | ----- | ----- | ----- | ----- |
| 1851  | ↘1408 | ↘1402 | ↘1349 | ↘1263 | ↘1241 | ↘1165 |
| 2016  | 2017  | 2018  | 2019  | 2020  | 2021  |       |
| ↘1105 | ↘1056 | ↘1007 | ↘946  | ↘882  | ↘830  |       |

## Состав поселения
| № | Населённый пункт | Тип населённого пункта          | Население |
| - | ---------------- | ------------------------------- | --------- |
| 1 | Верховский       | посёлок                         | ↗460      |
| 2 | Емца             | посёлок, административный центр | ↘991      |

### Карты
- Топографическая карта P-37-33,34. Емца
- Топографическая карта P-37-11_12.